# Saknar dig
Saknar dig (Engelska: Missing You) är en brittisk kriminal- och dramaserie vars första säsong hade premiär på strömningstjänsten Netflix den 1 januari 2025. Första säsongen består av fem avsnitt. Serien är baserad på Harlan Cobens roman med samma namn.

## Handling
Serien kretsar kring kriminalinspektör Kat Donovan som blir indragen i en härva efter att ha fått kontakt med sin sedan 11 år tillbaka försvunna fästman på en dejtingsida.

## Rollista (i urval)
- Rosalind Eleazar - Kat Donovan
- Ashley Walters - Josh Buchanan
- Mary Malone - Aqua Vanech
- Jessica Plummer - Stacey Embalo
- Richard Armitage - Ellis Stagger
- Charlie Hamblett - Charlie Pitts
- Lenny Henry - Clint Donovan
- Steve Pemberton - Titus
- Paul Kaye - Monte Leburne
- Catherine Ayers - Nia Emine
- Samantha Spiro - Sally Steiner
- Lisa Faulkner - Dana Fells
- Ashley Walters - Buchanan
- James Nesbitt - Calligan
- Matt Willis - Darryl